# فاروق جرار
فاروق أنيس جرّار (ولد عام 1937 في حيفا- توفي في 10 يناير 2022 في عمّان) هو كاتب وخبير إعلامي فلسطيني أردني، كان من مؤسسي اتحاد الكتاب والأدباء الأردنيين، وعضو الهيئة الإدارية للاتحاد (1987-1989)، عمل خبير لدى اليونسكو في باريس، 1963-1964، وشغل منصب مدير العلاقات العامة ومدير مشروع التلفزيون في وزارة الإعلام بعمّان خلال الفترة (1964-1966)، ومن ثم مدير الإذاعة والتلفزيون في دولة الإمارات العربية المتحدة منذ 1971 حتى 1973، وشغل منصب مدير البرامج في مؤسسة التلفزيون الأردني ومساعد المدير العام خلال الفترة (1976- 1980)، ثم كان مدير العلاقات الثقافية والعامة في الجامعة الأردنية في (1980-1981).

## التعليم
حصل على دبلوم فن التعليم وعلى شهادة بكالوريوس في الآداب من الجامعة الأمريكية في بيروت في 1958، وعلى ماجستير في الدراسات العربية (الآداب والتاريخ) من الجامعة الأمريكية في بيروت في 1961، وحصل على ماجستير في الإذاعة والتلفزيون والسينما من جامعة ميسوري في الولايات المتحدة في 1969.

## مؤلفات
صدرت له عدة أعمال منها:
- «الرسالة والصورة قضايا معاصرة في الإعلام»، دراسة، عمان: وزارة الثقافة، 2001.[3]
- «في التلفزيون، والقمر الصناعي، والإعلام»، دراسة، عمان، الأردن: دائرة الثقافة والفنون، 1986.[4]
- «التلفزيون الأردني (تأريخ مختصر)».
- «Television In Jordan: A Short History»، باللغة الإنجليزية، عمان، 1970.[5]
- «محمد بن نصر القيسراني: حياته وشعره»، دراسة، عمان: دائرة الثقافة والفنون، 1974.[6]
- «الإذاعة والتلفزيون في الأردن» دراسة، عمان، لجنة تاريخ الأردن، 1997.[7]
- «وسائل الاتصال الحديثة (والقمر الصناعي العربي)»، دراسة، (مشترك).
- «قصة التلفزيون الأردني»، مؤسسة التلفزيون.[8]

### ترجمات
- «دليل الشاب المسلم في العالم الحديث– تأليف الدكتور سيّد حسين نصر» (ترجمة عن الإنجليزية بالاشتراك مع صادق عودة)، القاهرة: مكتبة الشروق الدولية.[9]
- «مارك توين– تأليف ليويس ليري» ترجمة عن الإنجليزية. تأليف ليويس ليري، ترجمة فاروق أنيس جرار، المكتبة الأهلية.[10]
- «القسطنطينية في عهد جستنيان- تأليف جلانفيل داوني»، ترجمة عن الإنجليزية، عمان، الأردن: وزارة الثقافة والشباب، دائرة الثقافة والفنون، 1982.[11]
- «الاستفادة من وسائل التسلية الشعبية في دفع عجلة التنمية الوطنية- تأليف هاك رانجاناث» كتيّب، ترجمة عن الإنجليزية.
- «البحث العلمي في مجال الاتصالات المتعلقة بالسكان- تأليف جلوريا دافيلسيانو»، ترجمة عن الإنجليزية.
- «أثر التلفزيون على الأطفال– تأليف ولبور شرام» (كتيّب)، ترجمة عن الإنجليزية.
- «السيطرة على الفساد»، تأليف: روبرت كليتجارد، ترجمة: فاروق جرار، دار البشير.[12]
- «تطبيق التعليم الابتدائي النوعي في البلدان التي تمر بمرحلة انتقالية»، تأليف: وليام كي كمنجز، فرانك بي ودال، ترجمة: فاروق أنيس، عمان، الأردن: مؤسسة الكتبي، 1995.[13]
- «دراسة الفلكلور الهندي»، تأليف: سنكر جوبته، مجلة «الفنون الشعبية».
- «عالم المرأة الهندية في الشعر المحلي»، تأليف: شيام بارمار، مجلة «الفنون الشعبية» وزارة الثقافة – عمّان.
- «الفلاحة في مرتفعات القدس ونابلس»، تأليف: لوسيان نيركاوسكي، مجلة الفنون الشعبية.
- «تحديد النماذج الفولكلورية في العالم العربي»، تأليف: أحمد رشدي صالح، مجلة الفنون الشعبية.